# Pierstling
Pierstling ist ein Ortsteil der Stadt Grafing bei München im oberbayerischen Landkreis Ebersberg. 

## Lage
Die Einöde liegt circa 200 m südwestlich von Grafing-Bahnhof.